# Eutrichota clavata
Eutrichota clavata är en tvåvingeart som beskrevs av Fan 1993. Eutrichota clavata ingår i släktet Eutrichota och familjen blomsterflugor.
Artens utbredningsområde är Sichuan (Kina). Inga underarter finns listade i Catalogue of Life.